# Rapstenjaureh (Vilhelmina socken, Lappland)
Rapstenjaureh är en sjö i Vilhelmina kommun i Lappland och ingår i Ångermanälvens huvudavrinningsområde. Sjön har en area på 0,12 kvadratkilometer och ligger 748,1 meter över havet. Rapstenjaureh ligger i Vardo- Laster- och Fjällfjällen Natura 2000-område.

## Delavrinningsområde
Rapstenjaureh ingår i det delavrinningsområde (722011-144894) som SMHI kallar för Utloppet av Rapstenjaureh H.752. Medelhöjden är 778 meter över havet och ytan är 0,87 kvadratkilometer. Räknas de 2 avrinningsområdena uppströms in blir den ackumulerade arean 4,45 kvadratkilometer. Vattendraget som avvattnar avrinningsområdet har biflödesordning 3, vilket innebär att vattnet flödar genom totalt 3 vattendrag innan det når havet efter 389 kilometer. Avrinningsområdet består mestadels av skog (65 procent) och kalfjäll (22 procent). Avrinningsområdet har 0,12 kvadratkilometer vattenytor vilket ger det en sjöprocent på 13,4 procent.